# D-beat
Genres dérivés
Crust punk, thrashcore
Le D-beat (discore, hardcore suédois ou kängpunk) est un sous-genre musical du punk hardcore, développé au début des années 1980 par des imitateurs de Discharge, duquel le nom du genre s'inspire. Discharge utilise le même style de batterie que Motörhead. Le D-beat se rapproche du crust punk, qui se caractérise par une variation plus complexe. Le style est particulièrement connu en Suède, et popularisé par des groupes comme Crude SS, Anti Cimex, Mob 47, Driller Killer, et No Security. D'autres groupes de D-beat incluent Doom, originaire du Royaume-Uni ; Disclose, du Japon ; Crucifix et Final Conflict (des États-Unis) ; Ratos de Porão (du Brésil) ; et MG15 (d'Espagne). Alors que le style se développe au début des années 1980, de nombreux groupes orientés sur ce style émergent pendant les années 1990, en particulier en des groupes suédois tels que Wolfbrigade, Totalitär, Avskum, Skitsystem et Disfear. Le discore inspirera les groupes de grindcore comme Napalm Death.

## Histoire

### Discharge

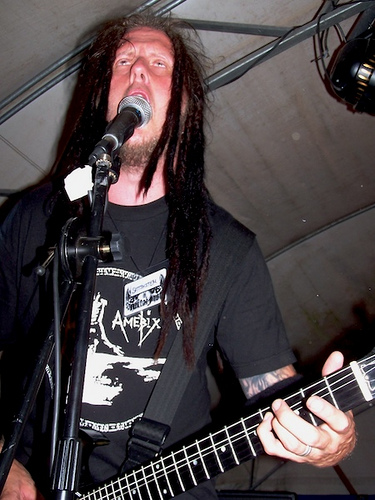
Skitsystem, groupe suédois de D-beat.

Le D-beat émerge au Royaume-Uni comme sous-genre musical du street punk ou punk hardcore inspiré par Discharge. Discharge, formé en 1977 à Stoke-on-Trent en Angleterre, adopte une variante basique du street punk inspirée par les Sex Pistols et The Clash. En 1979, le groupe effectue quelques changements dans son line-up et commence à jouer un nouveau style dérivé du heavy metal. À cette période, Terry « Tez » Roberts développe leur style de batterie caractéristique (drum beat), duquel le nom du sous-genre D-beat s'inspire. En 2004, Roberts explique : « Je veux qu'on se rappelle d'abord de moi quand on parlera de D-beat ! et inspirer tous ces p-tains de grands groupes de discore dans le monde. » L'inspiration de Discharge aide au nommage du genre « discore ».
Après 1982, le groupe change de style pour une forme plus traditionnelle de heavy metal. Cependant, leurs premières chansons attirent d'autres groupes qui tentent de les imiter ; The Varukers, également originaire d'Angleterre, en est l'un des premiers à faire comme tel. Ian Glasper, spécialiste dans l'histoire du punk, explique que : « The Varukers incarnent le premier groupe de discore, le premier et le meilleur des groupes punk hardcore à reprendre l'ancienne recette sonore dévastatrice de Discharge et à la jouer aussi vite, hard, et heavy que possible. » Glasper explique également qu'« à l'émergence de Discharge, une centaine de groupes punk discore - ou D-beat - commencent à se développer dans le monde. » Le style, d'abord joué en Angleterre, inspire de nombreux groupes suédois.

### Première émergence suédoise
Le D-beat est initialement connu sous le nom de « kängpunk » en Suède. La première chanson de ce genre s'intitule Marquee des Rude Kids, originaires de Stockholm, enregistrée en 1979. Ils sont suivis par KSMB (En Slemmig Torsk), Missbrukarna, et plus notamment, Anti Cimex. Le second EP d'Anti Cimex, Raped Ass, est décrit comme l'« un des albums hardcore les plus agressifs et les plus violents jamais composés. » D'autres groupes dans cette veine impliquent Shitlickers, Moderat Likvidation, Asocial et Mob 47. Mob 47, également originaire de Stockholm, est connu comme l'un des groupes kängpunk les plus rapides. Le groupe mêle le style de Discharge au punk hardcore américain, afin de diversifier le style.

### Crust punk britannique et américain
En Angleterre, un second style d'anarcho-punk identique au D-beat se développe au milieu des années 1980. Ce style s'inspire des groupes suédois de kängpunk et de l'anarcho-punk, du heavy metal, et du post-punk britannique,. Le terme « crust » est utilisé pour la première fois par Hellbastard dans leur démo Ripper Crust en 1986. Ian Glasper explique que : « Rippercrust utilise pour la première fois le mot 'crust' dans le contexte punk, et devient spécifiquement le point de départ de tout le genre crustcore, même si certains l'attribuaient déjà à Disorder, Chaos UK, et Amebix quelques années plus tôt. » Malcolm « Scruff » Lewty, le chanteur et guitariste de Hellbastard, commente « Il y en a beaucoup qui disent que nous avons lancé le genre crust-punk, mais peu importe. Si c'est ce qu'ils croient, ça m'est égal, mais je m'appelle sûrement pas Malcolm McLaren qui dit avoir inventé quelque chose alors que c'est pas le cas. » Amebix, et Antisect sont souvent considérés comme les fondateurs du crust punk. Le LP Arise d'Amebix, et le single Out from the Void d'Antisect, parus en 1985, offrent un avant-goût du sous-genre.
Le rédacteur Felix von Havoc explique que Doom, Excrement of War, The Electro Hippies et Extreme Noise Terror sont parmi les premiers groupes « crust » traditionnels britanniques. Des sous-genres du style commencent à se développer. Deviated Instinct, originaire de Norwich, créent le « stenchcore ». À l'origine formés comme un groupe anarcho-punk, ils décident par la suite de s'inspirer du heavy metal. Julian « Leggo » Kilsby, chanteur du groupe, commente : « Nous avons fait partie de la scène anarcho, qui était d'abord très politiquement engagé. » Extreme Noise Terror est considéré comme le fondateur du grindcore. À la fin des années 1980, Doom, originaire de Birmingham, adoptent le D-beat inspiré de Discharge et le crust punk. Le crust punk américain est lancé à New York, également au milieu des années 1980, grâce à Nausea. Le groupe émerge dans le Lower East Side et à New York hardcore aux côtés de Roger Miret, membre d'Agnostic Front. Les premières chansons de Neurosis, originaire de San Francisco, s'inspire d'Amebix, et lance le crust punk sur la côte ouest,, Disrupt (Boston), Antischism (Caroline du Sud), et Destroy! (Minneapolis) sont également des groupes importants de crust.

### Crust punk suédois et américain
Aus-Rotten est un groupe important de crust punk américain. Le crust punk se popularise à Minneapolis, une popularité pilotée par le label Profane Existence. À cette période, l'éthique crust punk se codifie particulièrement avec le végétarisme, le féminisme, et parfois le straight edge, revendiqués par certaines figures de la scène. La scène powerviolence associée à Slap-a-Ham Records se rapproche du crust punk, comme c'est le cas pour Man Is the Bastard et Dropdead. Le crust se développe également au Sud des États-Unis, où Prank Records et CrimethInc. incarnent le pilier central de la scène. His Hero Is Gone est le groupe le plus connu du crust sudiste. La plupart des groupes suédois des années 1990 adoptent un mélange de D-beat et de crust punk,. Ces groupes, dont No Security, Driller Killer, Totalitär, Skitsystem, Wolfbrigade, et Disfear,, restent les groupes de D-beat les mieux connus, bien que leur musique se rapproche du death metal.

### Black crust
Des groupes de crust punk s'inspirent de la première vague du black metal menée par Venom et Celtic Frost. D'une manière similaire, Bathory s'inspire initialement du crust punk et du metal. Le crust est touché par une seconde vague d'influence pendant les années 1990, avec quelques groupes empruntant des éléments du black metal. Iskra est sans doute le groupe de crust punk le plus influencé par la seconde vague du black metal. Iskra adopte la phrase « blackened crust » pour décrire son nouveau style. Le groupe japonais Gallhammer mêle également crust et black metal.